# Jody Powell

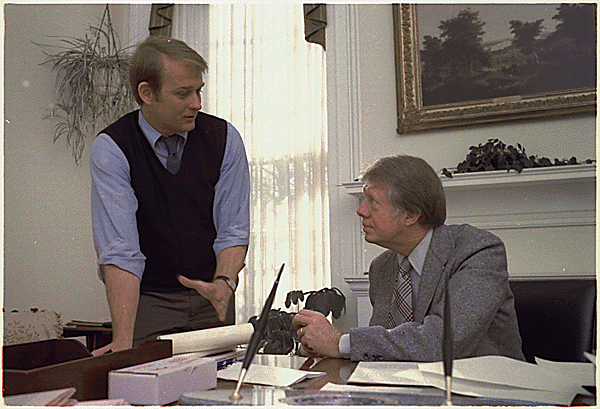
Jody Powell och Jimmy Carter 1977.

Joseph Lester "Jody" Powell, Jr., född 30 september 1943 i Cordele i Georgia, död 14 september 2009 i Cambridge i Maryland, var Vita husets pressekreterare under Jimmy Carters ämbetsperiod som president 1977–1981.
Powell relegerades för fusk från United States Air Force Academy, fortsatte sedan studierna vid Georgia State University och avlade masterexamen i statskunskap vid Emory University.
Efter sin tid som pressekreterare var Powell verksam som nyhetsanalytiker och som styrelseordförande för PR-byrån Powell Tate.